# Patrick Russell
Patrick Russell (Edimburgo, 6 de febrero de 1726 - Londres, 2 de julio de 1805) fue un cirujano y naturalista escocés que trabajó en la India. Estudió las serpientes de la India y es considerado el padre de la ofiología hindú.

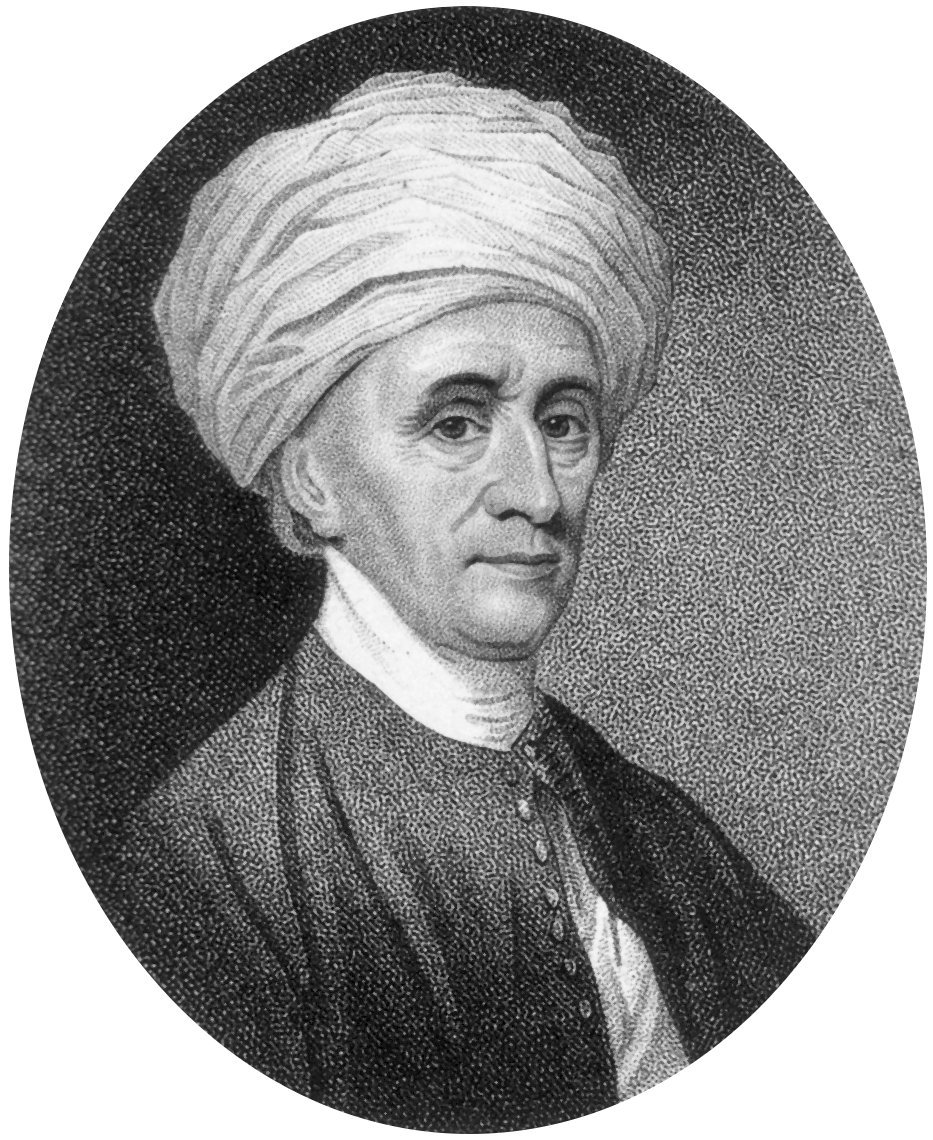
Grabado del autor, con turbante, en Alepo, por Ridley

## Algunas publicaciones

### Libros
- 1806 A catalogue of the very valuable library of extremely rare and scarce books and tracts: on medicine, natural history, the Oriental languages, narratives of the plague, &c. &c, : a cabinet of coins, a ditto of insects, astronomical and other telescopes, a few lots of fine prints, a sextant by ... Editor Squibb, 62 pp.

- 1803 Descriptions and Figures of Two Hundred Fishes: Collected at Vizagapatam on the Coast of Coromandel. Volumen 1 presentado a la Corte de Directores de la East India Co. y pub. por su orden editor W. Bulmer & Co. 208 pp.

- 1796 An Account of Indian Serpents,: Collected on the Coast of Coromandel; Containing Descriptions and Drawings of Each Species. Editor W. Bulmer & Co. 91 pp.

- 1791 A Treatise of the Plague: Containing an Historical Journal, and Medical Account, of the Plague, at Aleppo, in the Years 1760, 1761, and 1762. Also, Remarks on Quarantines, Lazarettos, and the Administration of Police in Times of Pestilence. To which is Added, an Appendix, Containing ... Volumen 1. Editor G.G.J. & J. Robinson, Pater-Noster Row, 9 pp.

- 1790 An Account of the Tabasheer: In a Letter from Patrick Russell to Sir Joseph Banks. Con Joseph Banks. Editor W. Bulmer, 15 pp.

## Honores

### Eponimia
La víbora de Russell, Daboia russelii, lleva su nombre específico por él.
- La abreviatura «P.Russell» se emplea para indicar a Patrick Russell como autoridad en la descripción y clasificación científica de los vegetales.[2]

## Abreviatura (zoología)
La abreviatura Russell  se emplea para indicar a Patrick Russell como autoridad en la descripción y taxonomía en zoología.